# Thần kinh sống ngực III
Thần kinh sống ngực III (T3) là dây thần kinh sống thuộc đoạn ngực của tủy sống.
Thần kinh rời khỏi ống sống, thoát ra từ bờ trên đốt sống ngực IV (T4) hay bờ dưới đốt sống ngực III (T3).